# ǃKung
Ne doit pas être confondu avec ǃkung.

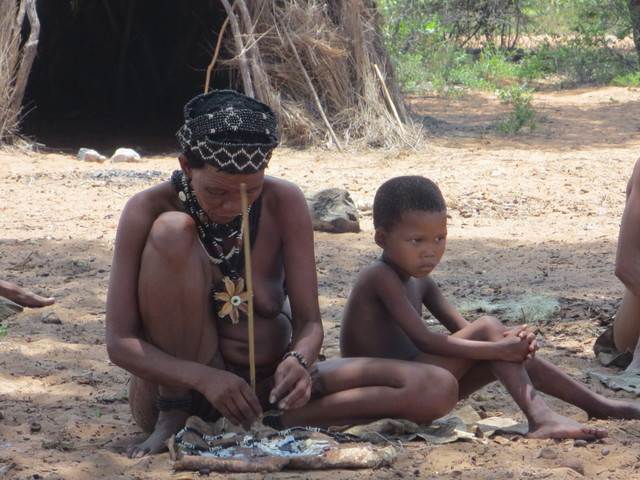

Les ǃKung sont des San vivant dans le désert du Kalahari en Namibie, au Botswana et en Angola.

## Ethnonymie
Selon les sources et le contexte, on observe différentes formes de Juǀ'hoansi : Dzu'Oasi, Juǀ'hoan, Juǀ'hoansi, Juhoansi, , Ju'Oasi, Jũǀwãsi, Zhu'oasi, Zhũǀtwãsi, Ʒũ’ǀ’wa-si ; différentes formes de de ǃKung: ǃXũ, ǃKhung, ǃKung Tsumkwe, ǃKuong, Qhung ; ou encore d’autres termes comme Auen, Makaukau ou Tsumkwe.
La lettre point d'exclamation, ayant une forme identique ou similaire au point d’exclamation correspond à un clic phonétique, typique de la langue des ǃKung. Bien qu’elle ait son propre caractère ‹ ǃ ›, elle est souvent remplacée par le point d’exclamation ‹ ! ›. De manière similaire, la lettre barre verticale ‹ ǀ › représentant un clic phonétique dans « Juǀ'hoansi » est similaire ou identique à la barre verticale ‹ | › ou à la barre oblique ‹ / › et est parfois remplacée par une de celles-ci ; ou est parfois aussi remplacée par la lettre l ‹ l ›.

### Filmographie

#### Films de John Marshall
Au cours de plusieurs expéditions, l'anthropologue américain John Marshall (1932-2005) et son équipe ont réalisé une série de films documentaires édités en DVD par Documentary Educational Resources, Watertown, MA, en 2007.
- First film, 1951
- !Kung bushmen : hunting equipment, 1951-1953
- A rite of passage, 1952-1953
- 1957-1958 : An argument about a marriage, Debe's tantrum, A group of women, The melon tossing game, N/um Tchai: the ceremonial dance of the !Kung bushmen, Children throw toy assegais, The Lion game, Men bathing, Playing with scorpions, Tug-of-war, Bushmen, The wasp nest
- A joking relationship, 1962 ?
- A curing ceremony, 1969 ?
- The !Kung San : resettlement, 1978
- N!ai, the story of a !Kung woman, 1978
- The !Kung San : traditional life, 1978 ?
- Pull ourselves up or die out, 1980-1984
- To hold our ground: a field report, 1991 ?

#### Autres
- (en) Remembering John Marshall, film documentaire réalisé par Alice Apley et David Tamés, Documentary Educational Resources, Watertown, MA, 2007, 16 min (DVD)
- (en) Bitter roots : the ends of a Kalahari myth, film documentaire réalisé par Adrian Strong, Documentary Educational Resources, Watertown, MA, 2011, 1 h 11 min (DVD)